# Ludwig Zimmermann (Richter)
Christian Ludwig Wilhelm Zimmermann (* 18. Februar 1806 in Gießen; † 10. Februar 1881 in Darmstadt) war ein hessischer Richter und Politiker und Abgeordneter der 2. Kammer der Landstände des Großherzogtums Hessen.

## Familie
Ludwig Zimmermann war der Sohn des Generalmajors Christian Zimmermann (1774–1832) und dessen Ehefrau Caroline Jakobea, geborene Zimmermann (1775–1843). Zimmermann, der evangelischen Glaubens war, heiratete am 31. März 1834 in Darmstadt Wolfriede Pauline Johanette Christophine geborene van Heemskerck (1806–1864).

## Leben
Während seines Studiums der Rechtswissenschaften wurde er im Wintersemester 1822/23 Mitglied der Alten Gießener Burschenschaft Germania.
Nach seinem Studium wurde er 1833 Assessor am Landgericht Gießen. 1835 wurde er Landgerichtsassessor am Landgericht Schotten, 1844 Landrichter am Landgericht Ulrichstein und 1847 Landrichter am Landgericht Seligenstadt. 1852 wurde er Mitglied und Rat im Hofgericht Darmstadt, wo er 1869 zum Geheimen Hofgerichtsrat ernannt wurde. 1875 wurde er pensioniert.
Von 1856 bis 1862 gehörte er der Zweiten Kammer der Landstände an. Er wurde für den Wahlbezirk Starkenburg 4/Seligenstadt gewählt.